# 쌀가루

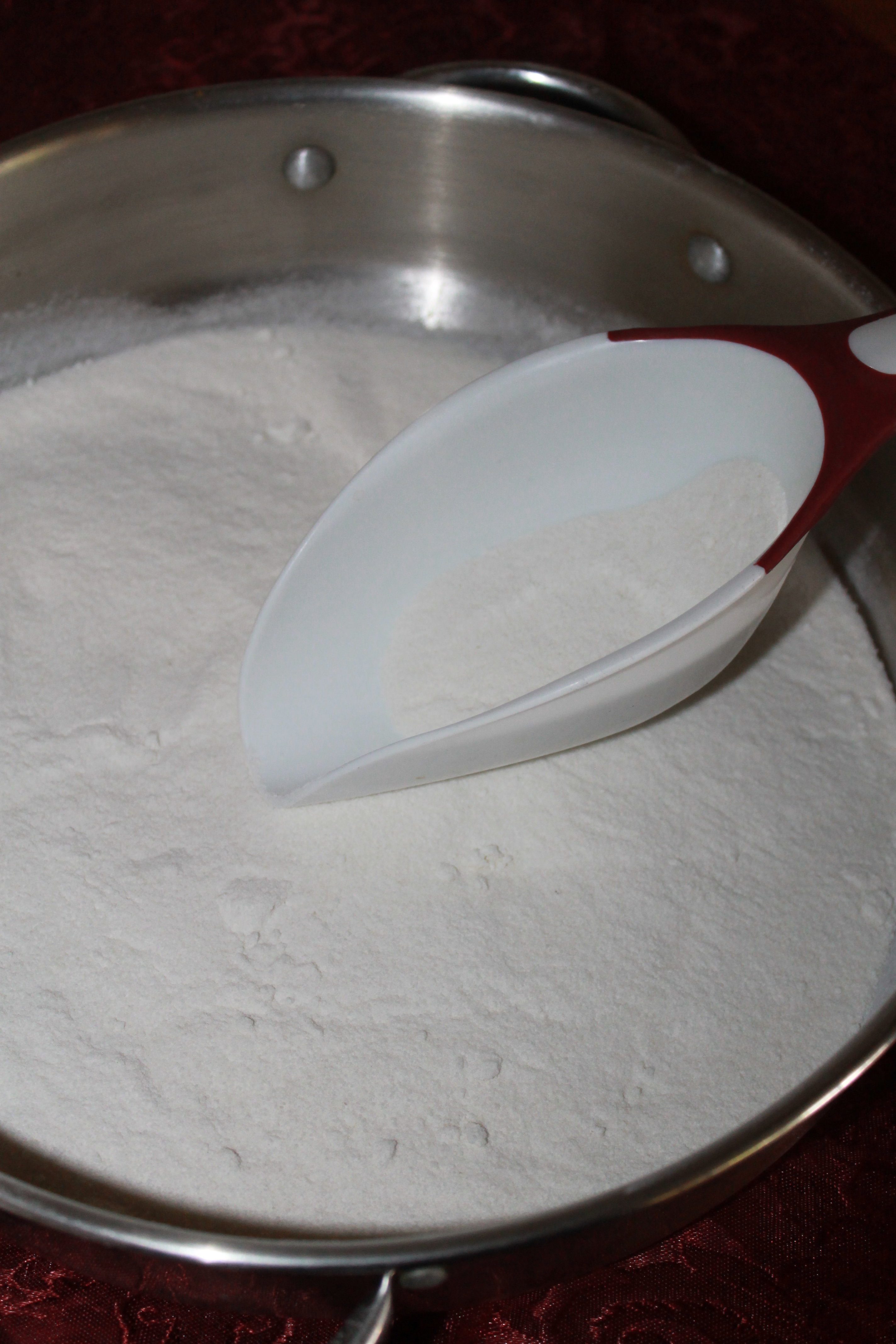
집에서 만든 쌀가루

쌀가루는 쌀을 빻은 가루를 말한다. 미분(米粉)이라고도 한다. 쌀가루를 이용해 다양한 종류의 떡을 만든다. 우유를 더하여 타락죽을 끓이기도 하고, 반죽하여 쌀국수를 만들기도 한다. 부침개를 부칠때 넣기도 한다.

## 찹쌀가루
찹쌀을 갈아서 만든 쌀가루이다. 멥쌀로 만든 쌀가루와 달리 반죽을 하면, 차지고 끈기가 있다. 이를 이용한 음식으로는 떡종류(인절미, 부편 등), 고추장,  한과, 화전, 강정, 경단,  원소병 등이 있다.

## 쌀빵
밀가루 대신 쌀가루를 활용하여 빵을 만들기도 한다.

## 같이 보기
- 밀가루
- 볶은쌀가루
- 옥수숫가루